# Lust’ger Rath
Lust’ger Rath ist eine Polka française von Johann Strauss Sohn (op. 350). Das Werk wurde am 16. Juni 1871 im Wiener Volksgarten erstmals aufgeführt.